# Goshu, il violoncellista
Goshu, il violoncellista (セロ弾きのゴーシュ,?, Sero hiki no Gōshu) è un film d'animazione del 1982 diretto da Isao Takahata.
La pellicola, sceneggiata dallo stesso regista sulla base dell'omonimo racconto dello scrittore Kenji Miyazawa, fu prodotta dalla Oh! Production di Kazuo Komatsubara, che curò l'intero progetto, e la lavorazione cominciò nel 1975. In Italia è stato pubblicato in VHS dalla ITB nei primi anni ottanta e trasmesso da alcune TV locali e da Junior TV entro la fine del decennio; in seguito non è più stato distribuito in lingua italiana.

## Trama
La storia è ambientata nei primi anni del '900. Goshu è un ragazzo che vive da solo in una piccola casa di campagna fuori città e suona il violoncello nell'orchestra locale. Purtroppo Goshu non è un grande musicista, ed una sera durante le prove il direttore perde addirittura la pazienza a causa del suo modo di suonare, che danneggia l'intera orchestra. Manca ormai poco al concerto: di lì a qualche giorno l'orchestra dovrà suonare la sesta sinfonia di Ludwig van Beethoven nel teatro della città e Goshu è molto demoralizzato.
Le sere successive, mentre Goshu è chiuso in casa ad esercitarsi, si presentano alla sua porta diversi animali, un gatto, un cuculo, un tasso e un topolino, infastidendolo ognuno con una richiesta musicale. Quel che però Goshu non capisce è che queste strane richieste in realtà gli daranno l'occasione di migliorare e correggere i suoi difetti prima del grande concerto.